# Ольховка (Карачевский район)
Ольховка — деревня в Карачевском районе Брянской области России. Входит в состав Верхопольского сельского поселения.

## География
Деревня находится в восточной части Брянской области, в зоне хвойно-широколиственных лесов, в пределах Снежетьско-Ревенского междуречья, на расстоянии примерно 17 километров (по прямой) к юго-западу от города Карачева, административного центра района. Абсолютная высота — 196 метров над уровнем моря.
Климат умеренно континентальный с тёплым летом и умеренно морозной зимой. Годовое количество осадков — 500—600 мм. Средняя температура января составляет −8,6°, июля — +18,6°.
Часовой пояс
Деревня Ольховка, как и вся Брянская область, находится в часовой зоне МСК (московское время). Смещение применяемого времени относительно UTC составляет +3:00.

## Население
| 2010 | 2013 |
| ---- | ---- |
| 5    | ↘3   |

Половой состав
По данным Всероссийской переписи населения 2010 года в гендерной структуре населения женщины составляли 100 %.
Национальный состав
Согласно результатам переписи 2002 года, в национальной структуре населения русские составляли 100 % из 13 чел.

## Улицы
Уличная сеть деревни состоит из одной улицы (ул. Садовая).